# Catocala californica
Catocala californica är en fjärilsart som beskrevs av W.H. Edwards 1864. Catocala californica ingår i släktet Catocala och familjen nattflyn. Inga underarter finns listade i Catalogue of Life.